# Uitermeer
Uitermeer is een buurtschap in de gemeente Amsterdam, gelegen aan de Vecht en de provinciale weg N236. Tot 1966 lag het gehucht in de gemeente Weesperkarspel en tot 2022 in de voormalige gemeente Weesp. Het ligt ten zuidoosten van Weesp rond de Dammerweg aan de oostelijke rivieroever. In de tiende eeuw dook het reeds op onder de namen Uteromeri en Utermeri. In de veertiende eeuw werd het Utermere genoemd. In feite moet men denken aan een oude naam voor het Naardermeer. "Meri" betekent meer en "uter" buitenwaarts. Nabij het gehucht ligt het Fort bij Uitermeer. Van groot belang voor de bewoners van deze plaats is de aanleg van de Uitermeerse dam bij het Naardermeer geweest. Deze heeft een betere beheersing van de waterhuishouding en evenwichtiger verdeling van de dijklasten mogelijk gemaakt.

## Aanleg van de Uitermeerse dam
In de tweede helft van de veertiende eeuw werd een dam over de Kleine en Grote Drecht tussen de Vecht en het Naardermeer gelegd. Deze werd de Uitermeerse dam, Uitermeerse Vechtdijk of Dwarse Vechtdijk genoemd. Dit gebeurde omdat de Zuiderzee via de benedenloop van de Vecht in open verbinding met het Naardermeer stond, zodat het zeewater bij een zeewind het meer kon binnendringen. Er hadden dan ook verscheidene overstromingen en dijkbreuken plaatsgevonden. Binnen de Keverdijk en Broekdijk, die respectievelijk ten noorden en ten zuiden van het meer lagen, waren vrij wat walen (kolkgaten) ontstaan bij dijkdoorbraken. Eb en vloed waren in het Naardermeer duidelijk merkbaar.

## Toestemming voor de aanleg
Hertog Albrecht van Beieren had toestemming verleend voor de bouw van de dam en ook voor de aanleg van twee sluizen, die in 1383 en 1389 over de beide Drechten werden gelegd. Ze hadden alleen een functie als uitwateringssluizen. Dit bleek uit het feit dat de kapittels van de Dom en Oudmunster, die eigenaars waren van het Naardermeer, geen tol geheven hebben. Wanneer ze ook voor de scheepvaart waren gebruikt, zou dit wel het geval zijn, zoals bij de Nieuwendam over de Purmeraa nabij Monnickendam.

## Onderhoud
De dam die door die van Loosdrecht en Kortenhoef gelegd was, werd door die van Ankeveen onderhouden. In tegenstelling tot de Nieuwendam over de Purmeraa werd de dam niet onderhouden door de buitenlanden die er het meeste voordeel van hadden en nog niet met dijken "besmet" waren.
Over de herkomst van de voor het onderhoud van de dam benodigde zoden waren de meningen verdeeld. Volgens Lambrecht Jacobszoon Keyser uit Muiden waren de buitenlanden voor de Keverdijk onderworpen aan de "zoedeslach", maar Jan Willemszoon, schout en dijkgraaf van Muiden, beweerde dat degenen die de dam onderhielden de zoden uit hun eigen land moesten halen of elders kopen. Het betrof hier de situatie in de zestiende eeuw (1567).

## Gevolgen van de afdamming
Door de dam waren de dijklasten rond het Naardermeer aanzienlijk lager geworden, zoals bleek uit de verlaging van de Keverdijk tot een "hoege notwech" en het feit dat er verder geen walen binnen de Keverdijk en Broekdijk ontstonden. Een ander gevolg was het geschil dat rees tussen de waterschappen ten westen en ten oosten van de Vecht. De westelijke eisten een bijdrage van de oostelijke bij het onderhoud van de westelijke Vechtdijk. De oostelijke waterschappen weigerden, omdat de andere partij nooit geholpen had bij het onderhoud van de oostelijke Vechtdijk. Het proces werd eerst voor het Hof van Holland en later voor de Hoge Raad te Mechelen gevoerd (1584). Hierbij werd onder andere aangevoerd dat de Broekdijk, die de oostelijke waterschappen beschermde, na de bouw van de Uitermeerse dam zijn functie verloren had en niet meer met hoge kosten onderhouden moest worden. De afdamming van het Naardermeer was duidelijk een voordeel voor de oostelijke waterschappen, terwijl de westelijke er geen profijt van hadden. Er werd uiteindelijk bepaald dat de oostelijke waterschappen een groot belang hadden bij een degelijk onderhoud van de westelijke Vechtdijk en daarom mede dijkplichtig werden voor de zeedijk ten westen van Muiden en de westelijke Vechtdijk. Een soortgelijk proces werd, eveneens in de zestiende eeuw, gevoerd in de ring van Zeevang. Vooral de discussie nabij Kwadijk was hierbij belangrijk.

## Bron
- Verslag dijkinspectie Noord-Holland in 1567, manuscript van secretaris Jehan Purtyck en commissaris Jacob van Quesnoy van het Hof van Holland uit 1567; transcriptie in 1965 door Lex Ritman.